# Noa

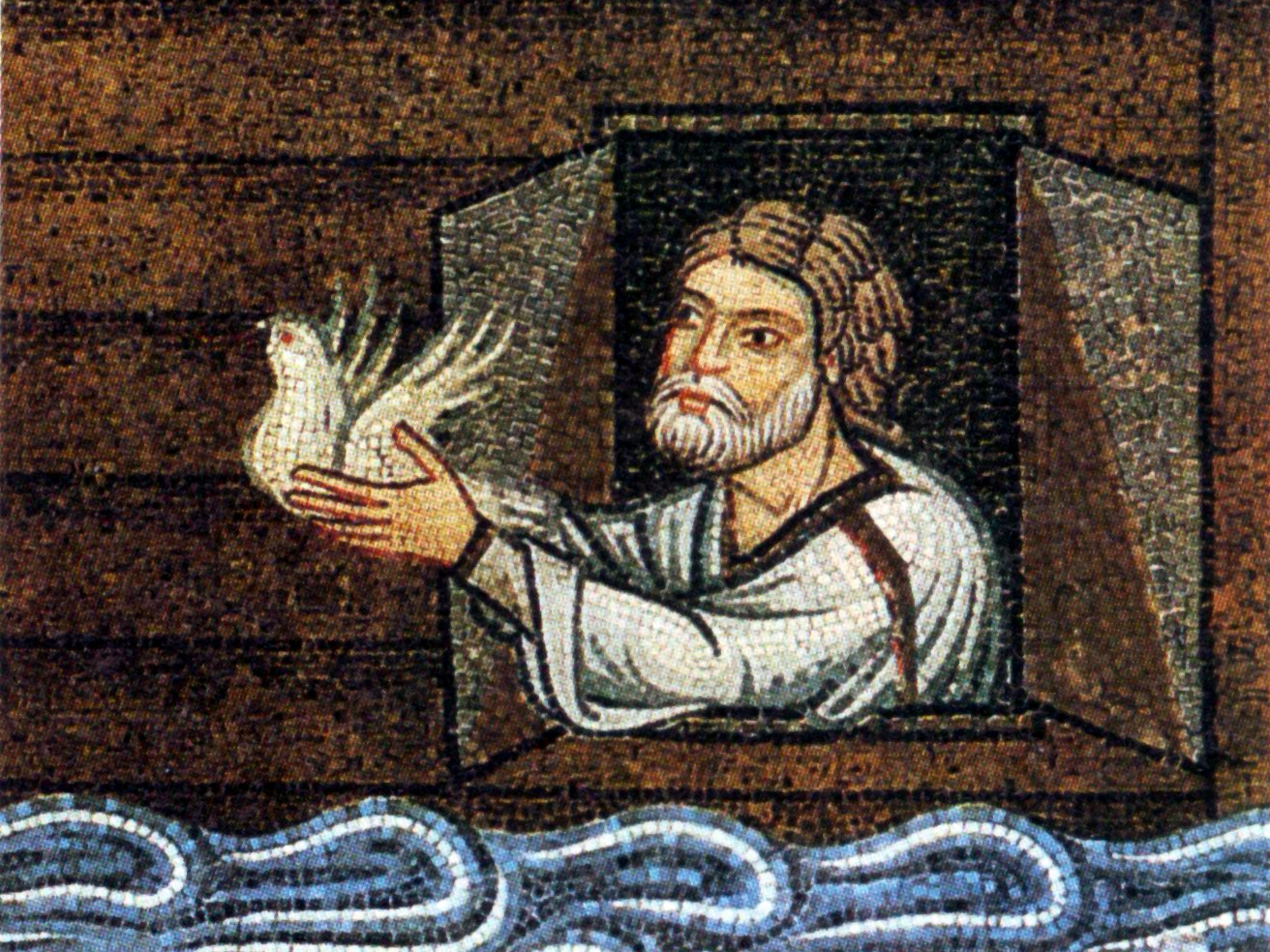
Noa sänder ut duvan från arken. Mosaik av anonym mästare, Markuskyrkan i Venedig.

Noa, Noah eller Noak (hebreiska נוֹחַ, Noach, klassisk grekiska Νῶε), är en gestalt i Gamla Testamentets Första Mosebok, kapitel 5–9. Han räddade sin familj och världens djur undan syndafloden genom att ta ombord ett par av varje art på sitt skepp, Noas ark. Noas far var Lemek.
Noa är en framstående person inom judendom, kristendom och islam. Noa var far till Sem, Ham och Jafet men hans fru nämns aldrig vid namn i Bibeln. Noa var en tionde generationens ättling i rakt nedstigande led från Adam.
Enligt judisk och kristen tradition härstammar alla folk från Noas familj. Inom den judiska traditionen rekommenderas därför icke-judar att följa de sju noakidiska lagarna, medan judar rekommenderas följa Gamla Testamentets lagar, Torah.
Första Mosebok berättar att när Noa var gammal, var Gud så besviken på människans syndfullhet att han sände en syndaflod för att rensa jorden från allt liv. Men eftersom Gud såg att Noa var en rättfärdig man, befallde han honom att bygga en ark för att rädda sig själv, sin familj och alla djur, ett av varje kön.
Noa är en av de Gudsmanifestationer som pekas ut av Bahá'í-lärans grundare Bahá'u'lláh: "Bland Profeterna fanns Noa" (Kitáb-i-Iqán 8). Noa är således en i raden av de gudomliga uppenbarare som sedan urminnes tider fram till idag förmedlat kunskap och religiösa lagar till mänskligheten; budbärare som var och en bidragit med en byggsten i Guds religion enligt Bahá'í-läran progressiva religionssyn.
Flera forntida översvämningsberättelser förekommer i mytologi från olika kontinenter, och i Mellanöstern återkommer berättelser om en syndaflod och en hjälte som bygger en båt och räddar djur och familj, och blir stamfader. Utnapishtim eller Utanpisjtim var i mesopotamisk mytologi en motsvarighet till Noa och beskrivs i Gilgamesheposet, nedskrivet 2100 f.Kr.– 2000 f.Kr, långt innan Första Moseboken (som skrevs ned mellan 1250 och 950 f.Kr.). Noa motsvarar Atrahasi i Assyro-babylonisk litteratur (nedskriven kring 1700 f.Kr), Ziusudra i sumerisk mytologi, Manu i indisk mytologi och Deukalion i grekisk mytologi.

## Stavning
Namnet Noa skrivs på hebreiska נוֹחַ, traditionellt transkriberat Noach. Beroende på hur hårt ch-ljudet uttalas har namnet tolkats som både Noa och Noak. Stavningen i etablerade svenska bibelöversättningar som 1917 års kyrkobibel och Bibel 2000 är Noa.